# Jean-Claude Nallet
Jean-Claude Nallet, francoski atlet, * 15. marec 1947, Champdor, Ain, Francija, † 19. avgust 2023.
Nallet je atletsko kariero pričel kot tekač na 200 m in postopoma preklopil na dvakrat daljšo razdaljo, tek na 400 m, v katerem je osvojil srebro na Evropskem prvenstvu 1969 in na istem prvenstvu še zlato, kot član štafete 4x400 m. Leta 1970 je napravil nov preskok med disciplinami, tokrat se je odločil za tek na 400 m z ovirami. V slednjem je že na prvem Evropskem prvenstvu leta 1971 osvojil zlato. Temu je dodal še srebro na Evropskem prvenstvu 1974.

## Kariera
Nallet je nase prvič opozoril leta 1966, ko je postal evropski mladinski podprvak v teku na 200 m ter evropski mladinski prvak v štafeti 4x100 m. Še istega leta je nastopil na Evropskem članskem prvenstvu in si pritekel bron na 200 m, s časom 21.0. Čez dve leti je bil že član francoske odprave na Poletne olimpijske igre v Ciudad de Mexico. Potem ko je sredi mehiške prestolnice v teku na 400 m izpadel že v polfinalu, je v štafeti 4x400 m vendarle dosegel finale, a v njem zasedel zadnje 8. mesto. To 8. mesto je tudi Nalletov najboljša olimpijska uvrstitev kariere.
Leta 1969 je na Evropskem prvenstvu 1969 s časom 45.8 zasedel drugo mesto v teku na 400 m, tik za Poljakom Janom Wernerjem. Na prvenstvu je sodeloval tudi kot del štafete 4x400 m, kot zaključni tekač Francije. Štafetno palico je Nalletu v zadnji predaji kot vodilni predal Jacques Carette in Nalletu ni bilo težko vodstva ohraniti do cilja. Četverica Gilles Bertould, Christian Nicolau, Jacques Carette in Jean-Claude Nallet je s tem Franciji pritekla zlato kolajno, v tej disciplini prvo po letu 1946. Nallet je leta 1970 preklopil na tek na 400 m z ovirami, v katerem je na naslednjem Evropskem prvenstvu leta 1971 že osvojil zlato medaljo. S časom 49.2 je namreč ugnal vso konkurenco, drugo mesto je zasedel vzhodnonemški atlet Christian Rudolph. Nallet je na prvenstvu v finskih Helsinkih s štafeto neuspešno branil evropski naslov, saj je s sotekmovalci zasedel 6. mesto.
Leta 1974 je sodeloval Nallet še na svojem četrtem Evropskem prvenstvu, tokratno je potekalo v Rimu. Kot aktualni evropski prvak je nastopil v teku na 400 m z ovirami, a mu je drugo zaporedno krono s časom 48.82 speljal Britanec Alan Pascoe. Nalletu je tako s časom 48.94 pripadlo srebro. S štafeto je nato na jugu Italije osvojil še bron. Naslednje leto je Nallet zastopal barve Francije na Sredozemskih igrah in zasedel prvo mesto.
Leta 1976 je sodeloval na svojih drugih Poletnih olimpijskih igrah, ki jih tokrat gostil kanadski Montreal. Edina disciplina, v kateri je nastopil, je bil tek na 400 m z ovirami. Potem ko se je v kvalifikacijah s časom 50.77 zanesljivo prebil skozi, pa je v polfinalu kljub solidnemu času 50.09 izpadel, saj je zasedel šele 5. mesto v svoji skupini. Olimpijsko zlato je naposled osvojil 20-letni Američan Edwin Moses, Nalleta pa so po koncu tekmovanja po času postavili na 9. mesto v skupni olimpijski razvrstitvi. Leta 1978 se je Nallet udeležil še petega Evropskega prvenstva. V tedaj že njegovi paradni disciplini, teku na 400 m z ovirami, se je uvrstil v finale. Tam je odtekel čas 50.10, kar je zadostovalo za 6. mesto. Po sezoni 1979 je zaključil svojo atletsko kariero.